# Margherita Missoni

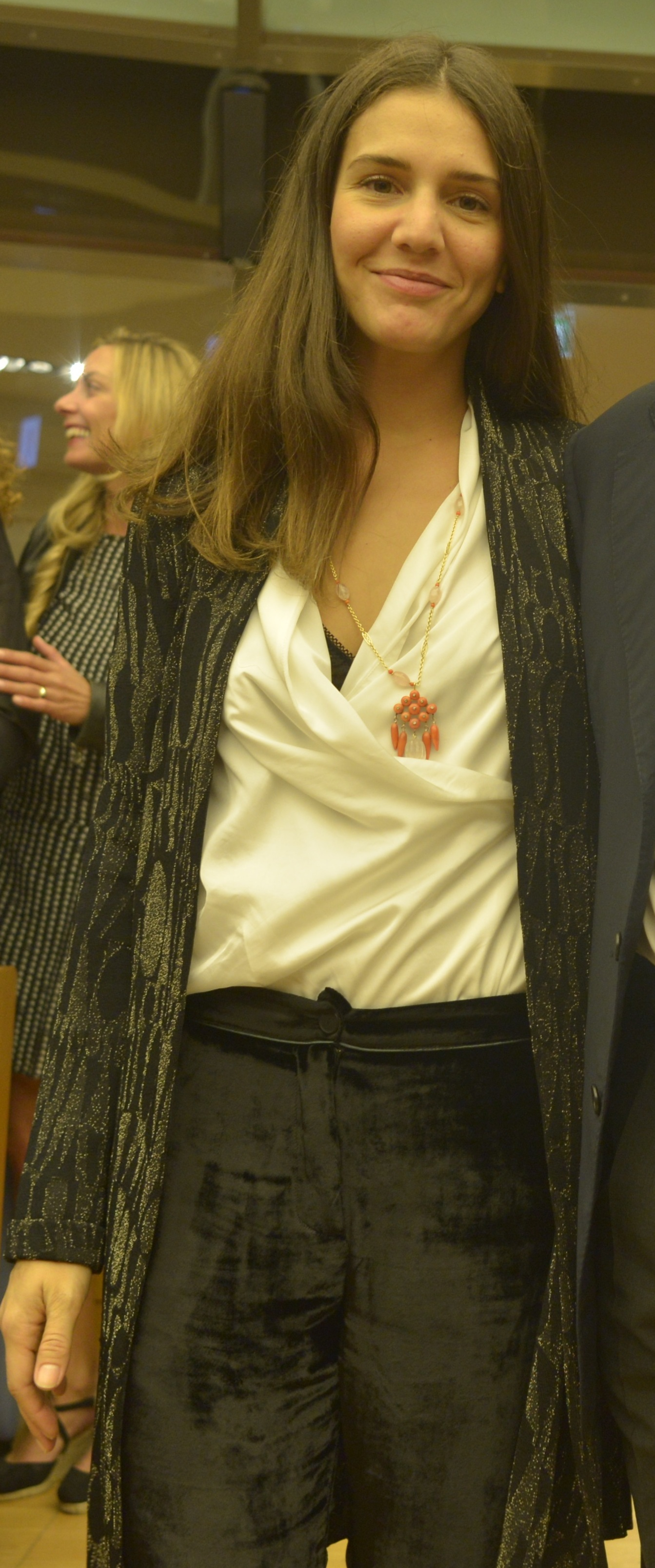
Margherita Missoni, 2014

Margherita Maccapani Missoni (* 21. Februar 1983 in Mailand) ist ein italienisches Model und Schauspielerin.

## Biografie
Margherita Missoni wurde als ältestes Kind der Modedesignerin Angela Missoni und des Komponisten Marco Maccapani geboren. Aufgewachsen ist Margherita am Lago di Varese nördlich von Mailand. Sie ist die Enkelin des Modedesigners Ottavio Missoni und seiner Frau Rosita, den Gründern des Mailänder Modeimperiums Missoni. Seit ihrem Umzug aus Italien lebt sie in New York City, um ihre Schauspielerkarriere zu verfolgen. Margherita hat einen jüngeren Bruder Francesco und eine jüngere Schwester Teresa. Ihre Mutter Angela Missoni ist zurzeit Kreativdirektorin des Mode-Unternehmens. Margherita Missoni studierte Philosophie an der Mailänder Universität und Schauspiel am Lee Strasberg Institute in New York.

### Karriere
Als Model für Missoni ist Margherita Missoni in zahlreichen Modezeitschriften zu finden. Im Jahr 2006 war sie das Gesicht der Missoni-Parfum-Kampagne. Ebenfalls im Jahr 2006 spielte sie in Jean Genets Theaterstück The Maids in New York eine Rolle. Von der Zeitschrift Harper’s & Queen wurde sie in die Liste der 100 schönsten Frauen der Welt gewählt.

### Privates
Am 25. Juni 2012 heiratete sie den italienischen Rennfahrer Eugenio Amos in der Santa Maria Annunciata-Kirche in ihrer Heimatstadt Brunello in der Provinz Varese. Sie lebt seit ihrer Hochzeit mit ihrem Mann in einem Apartment in Mailand.